# Ski Dubai

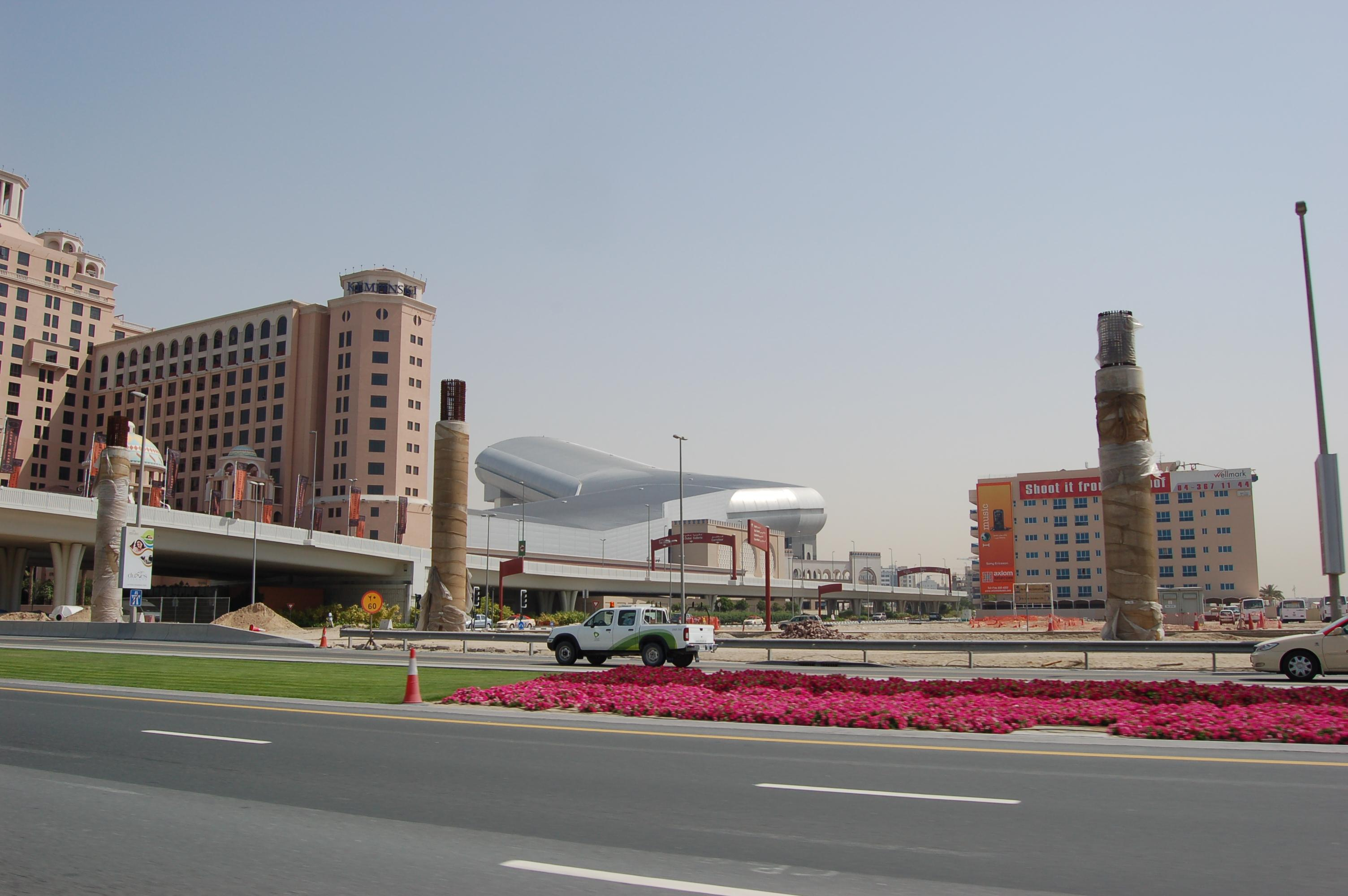
Ski Dubai visto da Sheikh Zayed Road

Ski Dubai é um dos maiores resorts de ski indoor do mundo, com 22,500 metros quadrados de área de patinação interna. Faz parte do Shopping dos Emirados, um dos maiores shoppings do mundo.
Um sistema extremamente eficiente de isolamento é a chave para manter a temperatura de -1 graus Celsius durante o dia e -6 graus durante a noite, quando a neve é produzida.
O Ski Dubai faz parte do Majid Al Futtaim Group of Companies, um líder de Shoppings Centers da região. O Ski Dubai tem 5 pistas com dificuldades variadas, sendo a mais longa, com 400m.

## Fatos
Alguns outros factos, de acordo com Ski Dubai's website [listados a seguir]:
- 22,500 m² cobertos com neve durante todo o ano - (equivalente a 3 campos de futebol).
- 85 metros de altura e 80 metros de largura.
- Capacidade máxima de 1500 visitantes.
- 5 pistas.

## Críticas
O Ski Dubai foi criticado pela grande quantidade de energia que utiliza para manter a neve congelada, e os efeitos que isso possa ter sobre o ambiente. Ski Dubai está aberto diariamente das 10:00 a.m. às 12:00 a.m., exceto sábado e domingo das 9:00 a.m. às 12:00 a.m.

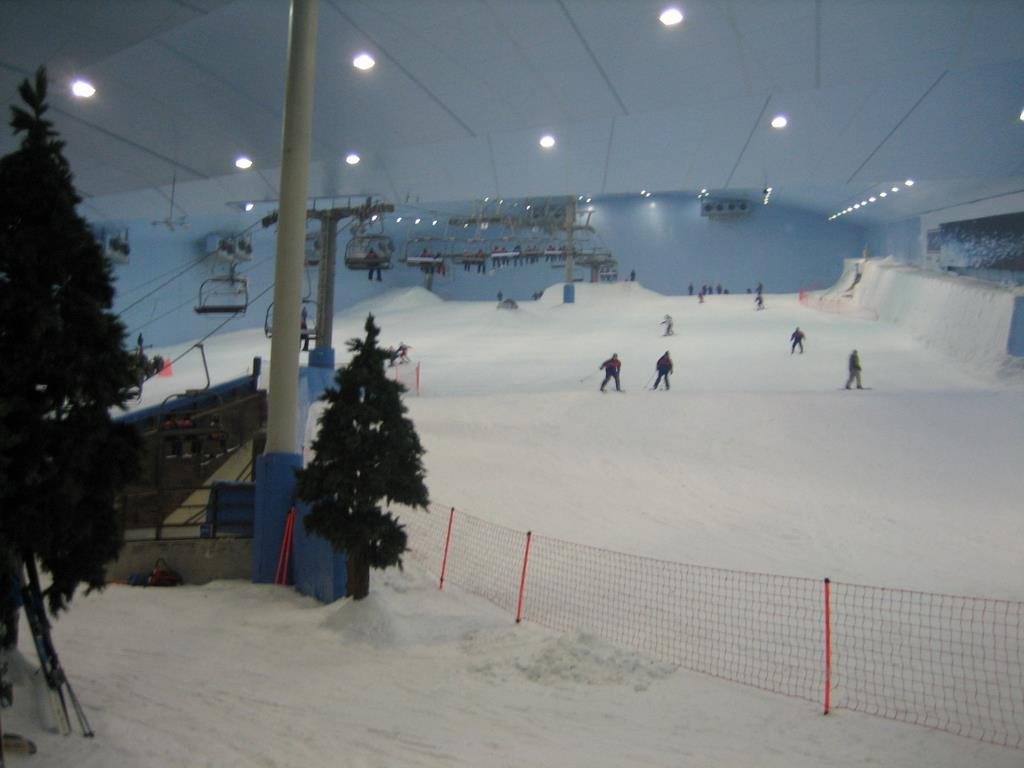
O declive da pista.